# Área de Conservación Guanacaste

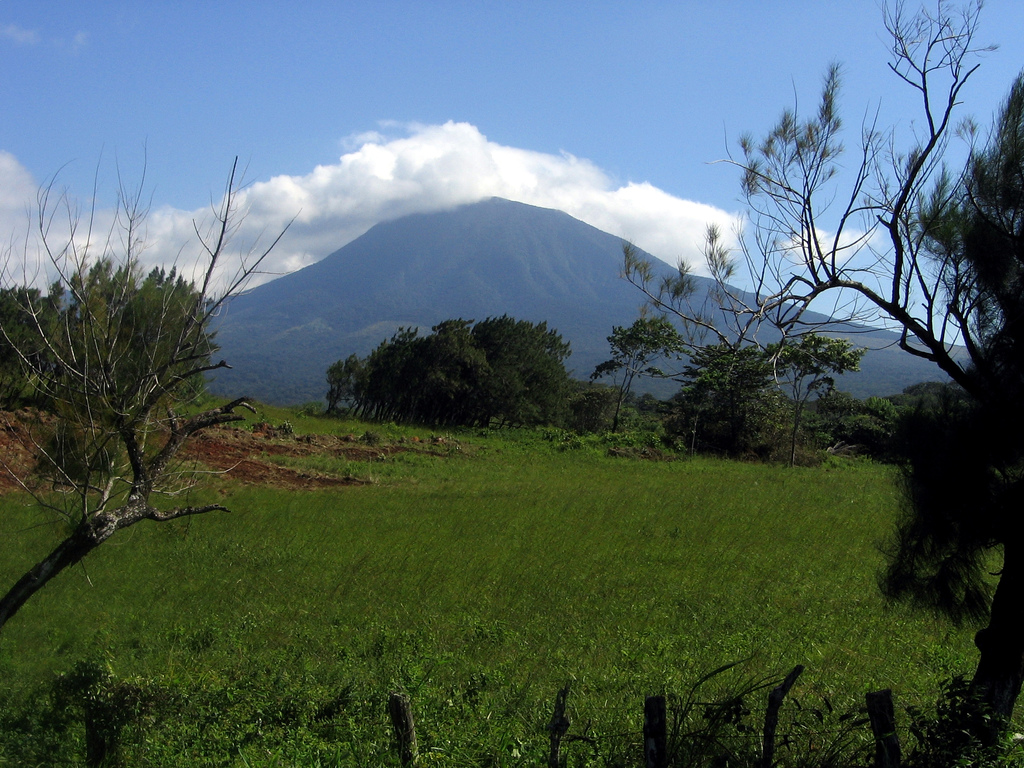
Parque Nacional Guanacaste

El Área de Conservación Guanacaste es un área administrativa administrada por el Sistema Nacional de Áreas de Conservación (SINAC) de Costa Rica para la conservación en la parte noroeste de Costa Rica. Contiene tres parques nacionales, así como refugios de vida silvestre y otras reservas naturales. El área alberga el Área de Conservación Guanacaste Patrimonio de la Humanidad, que comprende cuatro áreas.

## Áreas protegidas
- Refugio de Vida Silvestre del Corredor Fronterizo
- Parque Nacional Guanacaste
- Bosque Experimental Horizontes
- Refugio de Vida Silvestre Iguanita
- Refugio de vida silvestre de la bahía de Junquillal
- Parque Nacional Rincón de la Vieja
- Área Marina de Manejo Bahía de Santa Elena
- Parque Nacional Santa Rosa
- Humedales del río Zapandí

## Geografía
El Área de Conservación Guanacaste, ubicado al noroeste de Costa Rica, es una extensión protegida de tierra y mar. Se extiende a lo largo de 19 kilómetros (11,8 mi)en el Océano Pacífico hasta unos 105 kilómetros (65,2 mi) tierra adentro, terminando en las tierras bajas de Costa Rica cerca del Océano Atlántico.

### Áreas terrestres
En esta gran área se encuentran cuatro de los cinco principales ecosistemas tropicales: marino/costero, bosque seco, selva tropical y bosque nuboso. El desierto es el único tipo de ecosistema que no está representado. Esta área protegida contiene la mayor cantidad de bosque seco desde México hasta Panamá. La altitud en el Área de Conservación de Guanacaste varía desde el nivel del mar hasta los 1916 metros (equivalentes a 2095,4 yardas) sobre el nivel del mar, alcanzados en la cima del volcán inactivo Santa María. Además, esta región alberga otros cuatro volcanes: Cacoa, Orosí y Rincón de la Vieja, que están activos, mientras que el Cerro Von Seebach permanece inactivo.

### Áreas acuáticas
Existen al menos 32 ríos y 16 arroyos que nacen cerca del volcán Rincón de la Vieja y desembocan en la cuenca del río Tempisque. Como parte de la reserva Humedales del Río Zapandí, esta cuenca es de gran valor ecológico y agrícola, proporcionando hábitat para organismos acuáticos y una fuente de riego para tierras de cultivo. El Área de Conservación Guanacaste también incluye diversas áreas acuáticas y semiacuáticas, como zonas marinas abiertas, islas deshabitadas, costas rocosas, sistemas de dunas y playas. Entre estas últimas, destacan 20 kilómetros (12,4 millas) de playas que sirven como importantes zonas de anidación para tortugas marinas.
Áreas de valor único son la Bahía Potrero Grande y la Laguna Respingue ubicadas en el sur de la península de Santa Elena. Ambos humedales han sido reconocidos como sitios de importancia por la Convención sobre los Humedales de Importancia Internacional, también conocida como la Convención de Ramsar. Bahía Potrero Grande se destaca por ser el único ecosistema de manglares intacto en todo el bosque seco de la costa del Pacífico de América Central. Por su parte, Laguna Respingue es el único lago de agua dulce cercano al océano en Costa Rica y en el norte del Pacífico de América Central.

## Historia

### Uso del suelo
El Área de Conservación Guanacaste es una conglomeración de parques nacionales y otras áreas naturales. Con el tiempo, se han incrementado las áreas de protección a medida que se ha reconocido su importancia ecológica y la singularidad de los diferentes ecosistemas. Gran parte de la tierra adquirida estuvo sujeta al uso humano durante unos 400 años. Estas actividades incluían la deforestación, la agricultura, la caza y el pastoreo de animales. Un problema importante fue la propagación del fuego desde las nuevas praderas que surgieron del desmonte hacia los fragmentos restantes de bosque seco tropical. Hoy en día, el área de Guanacaste ha experimentado un exitoso rebrote del bosque secundario. Tras una extensa deforestación provocada por el aumento de la colonización y el crecimiento de la industria de la carne de res entre las décadas de 1950 y 1980, la cobertura del bosque seco tropical en Guanacaste se recuperó, alcanzando un 47,9 % en 2005.

### Formación
El Área de Conservación de Guanacaste comenzó con la creación de un 10,4 acres (4,2 ha) Parque Nacional Santa Rosa en 1971 mediante Decreto Ejecutivo 1562-A/71. Posterior a ello, en 1973 se creó el Parque Nacional Rincón de la Vieja mediante la ley N° 5398. En 1988, el Refugio de Vida Silvestre Bahía Junquillal fue donado e incorporado al área de conservación. Originalmente propuesto por Daniel H. Janzen y su esposa, Winnie Hallwachs, en 1986, el Parque Nacional Guanacaste fue establecido en 1989 mediante el Decreto Ejecutivo 19124-MIRENEM/89. Luego, en 1989 también se creó el Área de Conservación Guanacaste. Esta área está compuesta por el Parque Nacional Santa Rosa, el Parque Nacional Rincón de la Vieja, el Refugio de Vida Silvestre Bahía Junquillal y el Parque Nacional Guanacaste. La más reciente incorporación a esta agrupación es el Sector Santa Elena, agregado en 2004. El ACG fue incorporado legalmente como parte del Sistema Nacional de Áreas de Conservación en 1994 mediante el Decreto Ejecutivo 22909.
El Área de Conservación Guanacaste ha experimentado múltiples ampliaciones a lo largo de su historia. En 1987, se incorporaron al área protegida el archipiélago de las Islas Murciélago y 6 kilómetros (3,7 millas) de océano adyacente que se extienden desde la península de Santa Elena. Ese mismo año, se añadieron 7 hectáreas de estaciones forestales experimentales, donadas para su conservación. Además, se adquirieron 2,000 acres (810 hectáreas) de terrenos que incluyen bosques y pastizales situados entre los volcanes Cacao y Rincón de la Vieja, lo que contribuyó significativamente a la expansión del área protegida. Este gran nivel de adquisición histórica (y actual) de tierras da como resultado que el Área de Conservación de Guanacaste albergue una gran cantidad de especies de plantas y animales; se estima que protege aproximadamente el 2,4% de la biodiversidad terrestre del mundo (alrededor de 375.000 especies).
El Área de Conservación Guanacaste ha sido reconocida por la comunidad científica como un modelo exitoso de expansión y mejoramiento de áreas protegidas. Este proceso implica no solo la ampliación de los territorios de conservación mediante la adquisición de nuevas tierras, sino también la generación de beneficios tangibles para las comunidades vecinas, promoviendo así una relación armoniosa entre la preservación ambiental y el desarrollo local.

## Flora y fauna local

### Fauna

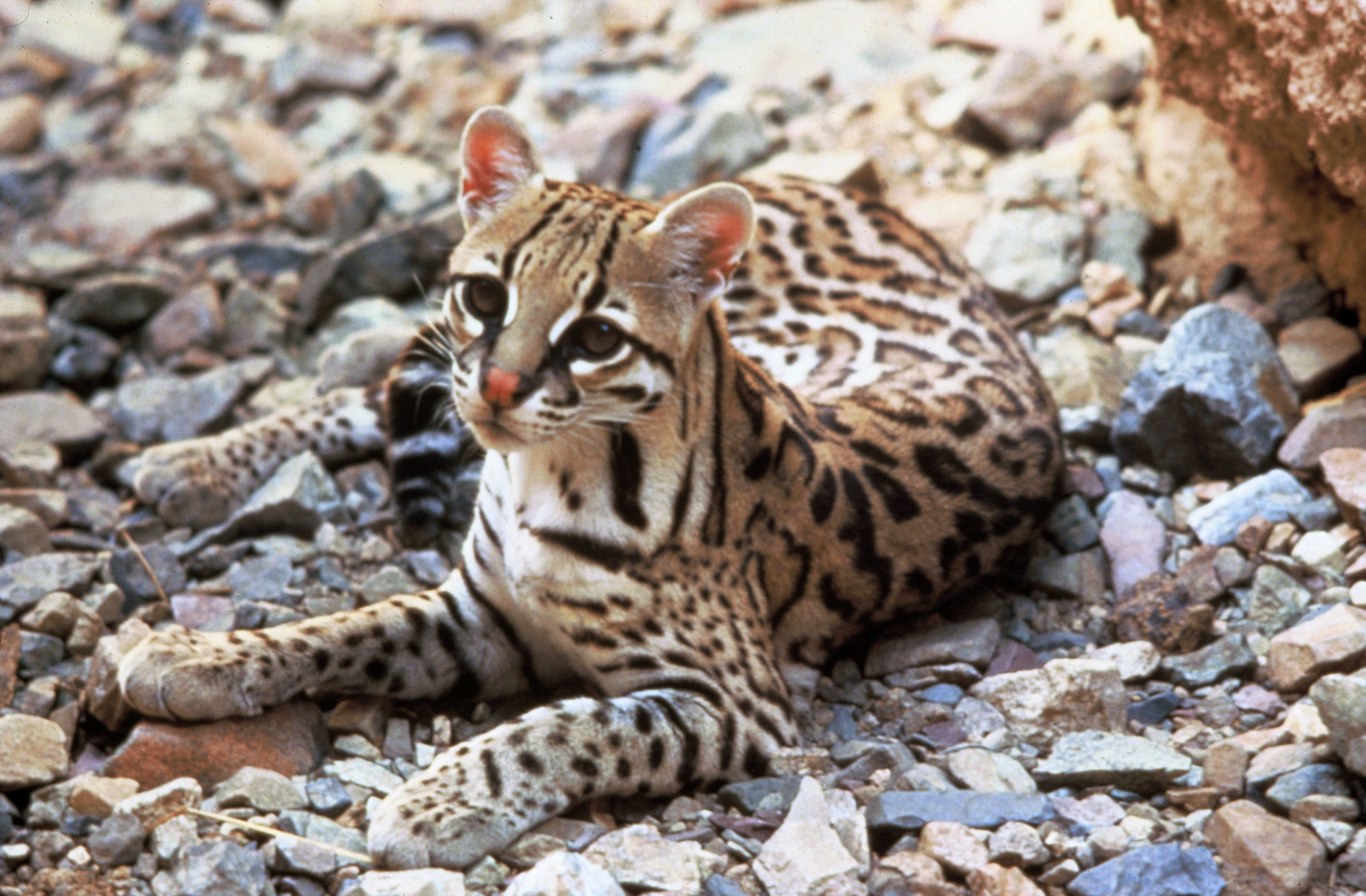
Ocelote

El Área de Conservación Guanacaste alberga una amplia diversidad de fauna. En esta región se han identificado aproximadamente 500 especies de aves, 100 especies de reptiles y cerca de 140 especies de mamíferos, de las cuales 40 corresponden a distintas especies de murciélagos, destacando su importancia para la biodiversidad de la zona. La diversidad de invertebrados también es alta en esta zona; en 2014 se estimó que había 20.000 especies de escarabajos, 8.000 especies de mariposas y polillas, y 13.000 especies de hormigas, abejas y avispas presentes.
Algunas de las especies de mamíferos que habitan el Área de Conservación Guanacaste incluyen el tapir centroamericano, el jaguar, el margay, el ocelote, el jaguarundi, el capuchino cara blanca, el mono aullador, el mono araña, el oso hormiguero de collar, el pecarí de labios blancos, el pecarí de collar y el coatí de cola anillada. El tapir centroamericano, también conocido como tapir de Baird, tiene un estado de conservación en peligro de extinción y el pecarí de labios blancos se considera vulnerable.
Entre las especies de aves presentes se encuentran el tucán picofino, el trogón elegante, la urraca garganta blanca, el cerceta ala azul, el halcón reidor, el colibrí de manglar, el paujil grande, el jabirú, la espátula rosada y la guacamaya roja. Tanto el guacamayo militar como el paujil tienen un estado de conservación de vulnerable. El colibrí de manglar se considera en peligro de extinción
Algunas especies de reptiles que habitan esta zona incluyen el cocodrilo americano, el caimán de anteojos, la tortuga laúd en peligro crítico de extinción y la vulnerable tortuga golfina.
Dentro de las especies exóticas se incluyen un pez del género Poeciliopsis descrito en 2008; esta especie de agua dulce es endémica del sistema del río Potrero Grande.

### Flora

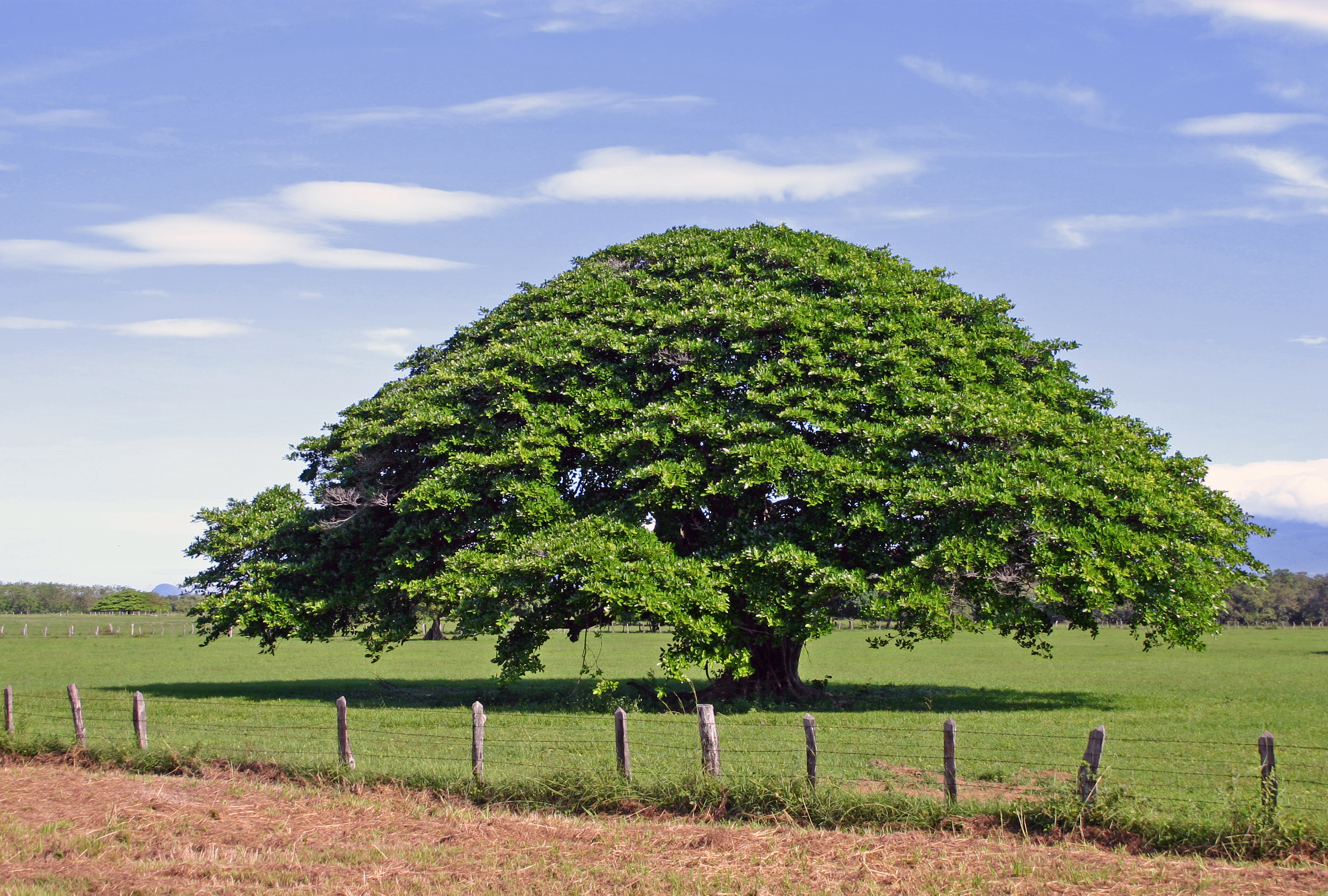
Árbol de Higuerón, Ficus aurea.

Junto con su diversa fauna, el Área de Conservación Guanacaste alberga una flora igualmente rica y variada. Se estima que en esta región crecen más de 7,000 especies de plantas, lo que subraya su importancia como uno de los ecosistemas más biodiversos de América Central. Esta abundancia incluye desde árboles característicos del bosque seco tropical, como el guanacaste (Enterolobium cyclocarpum) y el pochote (Bombacopsis quinata), hasta especies adaptadas a los bosques húmedos y zonas de transición, creando un mosaico vegetal que sustenta la vida silvestre y las comunidades locales. Alrededor de unas 3.000 especies son orquídeas y otras plantas epífitas.
La especie más notable presente es probablemente el árbol de Guanacaste, Enterolobium cyclocarpum, que es el árbol nacional de Costa Rica. Muchos tipos de comunidades vegetales conforman el área de conservación. Estas comunidades incluyen manglares, bosque lluvioso de tierras bajas, bosque nuboso, bosque seco, sabana, bosque de robles, bosque de galería siempreverde y bosque húmedo premontano.
Parte del área de conservación está compuesta por hábitat de bosque seco. La mayoría de los árboles en esta región, aproximadamente el 80%, pierden sus hojas durante la estación seca, permaneciendo desnudos por un período de tres a cinco meses. Esta caída de hojas, conocida como hojarasca, no solo enriquece el suelo al liberar nutrientes esenciales, sino que también crea microhábitats que fomentan una mayor diversidad de especies en el ecosistema forestal. En las últimas décadas se han realizado esfuerzos para restaurar hábitats de bosque seco en la provincia de Guanacaste, Costa Rica, donde se ubica el área de conservación.

## Esfuerzos de conservación

### Sitio de Patrimonio Mundial
En 1999, la zona fue admitida como Patrimonio de la Humanidad por la UNESCO. Según la UNESCO, "contiene hábitats naturales importantes para la conservación de la diversidad biológica, incluidos los mejores hábitats de bosque seco desde América Central hasta el norte de México y hábitats clave para especies de plantas y animales en peligro de extinción o raras. El sitio muestra procesos ecológicos significativos tanto en sus entornos costeros terrestres como marinos".

### Programa de Educación Biológica
El Área de Conservación Guanacaste ofrece a los estudiantes una valiosa oportunidad para explorar y aprender sobre tres ecosistemas distintos y las formas de vida que los habitan. Entre estos ecosistemas se encuentran el bosque seco, la región costera y el bosque húmedo, todos integrados en el Programa de Educación Biológica que promueve la comprensión y conservación de la biodiversidad de la región. Las escuelas vecinas realizan visitas programadas al área de conservación con el propósito de adquirir conocimientos mediante el aprendizaje práctico. El programa trabaja con 53 escuelas de los alrededores, y la mayoría de los visitantes del parque están en los grados 4º a 6º El objetivo de este programa es que los humanos coexistan con su entorno biológico y que las personas utilicen su experiencia personal para volverse más sensibles a la importancia de la biología y la ecología.

### Programa de Biosensibilidad Marina
El Programa de Biosensibilidad Marina del Área de Conservación Guanacaste ofrece a los estudiantes una experiencia inmersiva en la vida marina mediante estudios interactivos, fomentando tanto la conservación como la mejora del ambiente acuático. Los campamentos de verano, organizados entre enero y abril en el sector de las Islas Murciélago, se desarrollan en un entorno ideal que combina acceso al río y a la playa. Esta área, rica en recursos naturales, proporciona un escenario perfecto para llevar a cabo actividades educativas diseñadas para inspirar conciencia y acción ambiental. Investigar especies marinas específicas y aprender la historia natural de los organismos vivos de la zona son algunas de las muchas actividades en las que participan los estudiantes para interactuar con su entorno.

### Programa de Educación Ambiental
El propósito del programa es emplear la educación como herramienta para inculcar en los estudiantes la importancia de la conservación y la protección del medio ambiente. A través de talleres dinámicos, los participantes tienen la oportunidad de diseñar y planificar proyectos enfocados en la preservación de los bosques tropicales. Entre las iniciativas realizadas destacan ferias de ciencias, programas de separación de residuos y la reutilización de materiales desechables en actividades de arte y manualidades. Cada proyecto aborda un tema ambiental específico, como la importancia del agua, el reciclaje y la gestión sostenible de los recursos naturales, promoviendo una mayor conciencia ecológica y un compromiso activo con la naturaleza.

### Programa de ecoturismo
El programa de ecoturismo del Área de Conservación Guanacaste ofrece a los visitantes la oportunidad de explorar los atractivos de la región mientras aprenden sobre la importancia de conservar los ecosistemas. Este programa busca integrar el turismo como una herramienta clave en los esfuerzos de conservación, promoviendo una experiencia educativa que destaca la biodiversidad única del parque. La planificación y gestión del programa se enfocan en equilibrar las necesidades de los turistas con la protección del medio ambiente, garantizando que los sitios turísticos sean sostenibles y respetuosos con la naturaleza. Además, se elaboran folletos y guías informativas para orientar a los visitantes durante su recorrido por el área de conservación. A través de la colaboración entre la administración del parque y los turistas, este programa utiliza el entorno natural no solo como un recurso recreativo, sino también como una plataforma educativa para fomentar una mayor conciencia ambiental.

### Programa de investigación
El ACG tiene un programa de investigación que tiene como objetivo ayudar a los investigadores en sus proyectos científicos. El programa de investigación permite a las personas utilizar el área de conservación para estudiar los organismos y su hábitat, siempre y cuando respeten las normas de protección. Cualquier proyecto de investigación es bienvenido al programa, y se inician al menos 20 proyectos cada año. Hay dos coordinadores del parque que apoyan y orientan a los estudiantes e investigadores en sus proyectos. Al trabajar con investigadores que estudian en Guanacaste, la gente del parque obtiene nuevos conocimientos e información científica en los esfuerzos de conservación, así como de la biodiversidad, cada año. Una organización de voluntarios, conocida como Investigadores ACG (iACG), también ayuda a las personas en su proceso de investigación proporcionándoles herramientas en línea e información sobre el área de conservación.
Otros programas clave del Área de Conservación Guanacaste incluyen el Programa de Protección contra Incendios y el Programa de Restauración y Forestación. El programa de Protección contra Incendios trabaja para proteger los recursos naturales del parque, así como detener los incendios en las áreas protegidas. El programa de Restauración y Forestación tiene como objetivo conservar diferentes especies vegetales y reforestar partes del área de conservación que hayan sido quemadas o dañadas por factores externos.